# Pólipo

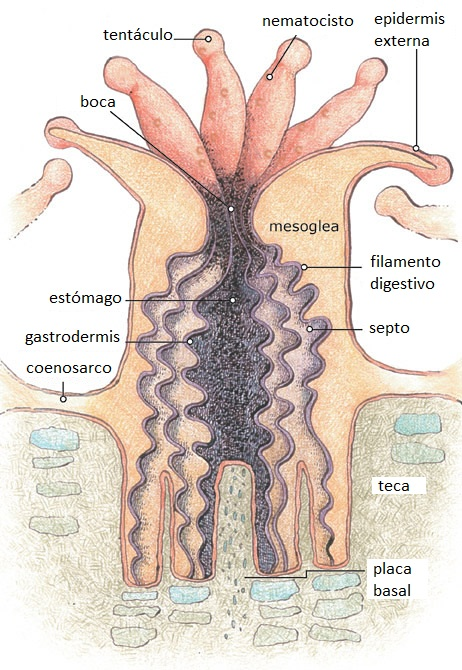
Anatomía de un pólipo de coral

En zoología, un pólipo (griego, 'muchos pies') es una de las formas morfológicas (en forma de saco) que pueden adoptar los miembros del filo de los cnidarios; la otra es la medusa, en forma de campana.
Los pólipos tienen en el extremo basal una ventosa o disco pedal, con la que se fijan al sustrato, roca u objeto marino, como conchas de moluscos, mientras que en el extremo opuesto, o apical, poseen un solo orificio, que hace de boca y de ano, rodeado generalmente de tentáculos, aunque algunos pólipos carecen de ellos. En la mayoría de los casos, los tentáculos poseen células urticantes, denominadas nematocistos, para atrapar a sus presas o defenderse. 

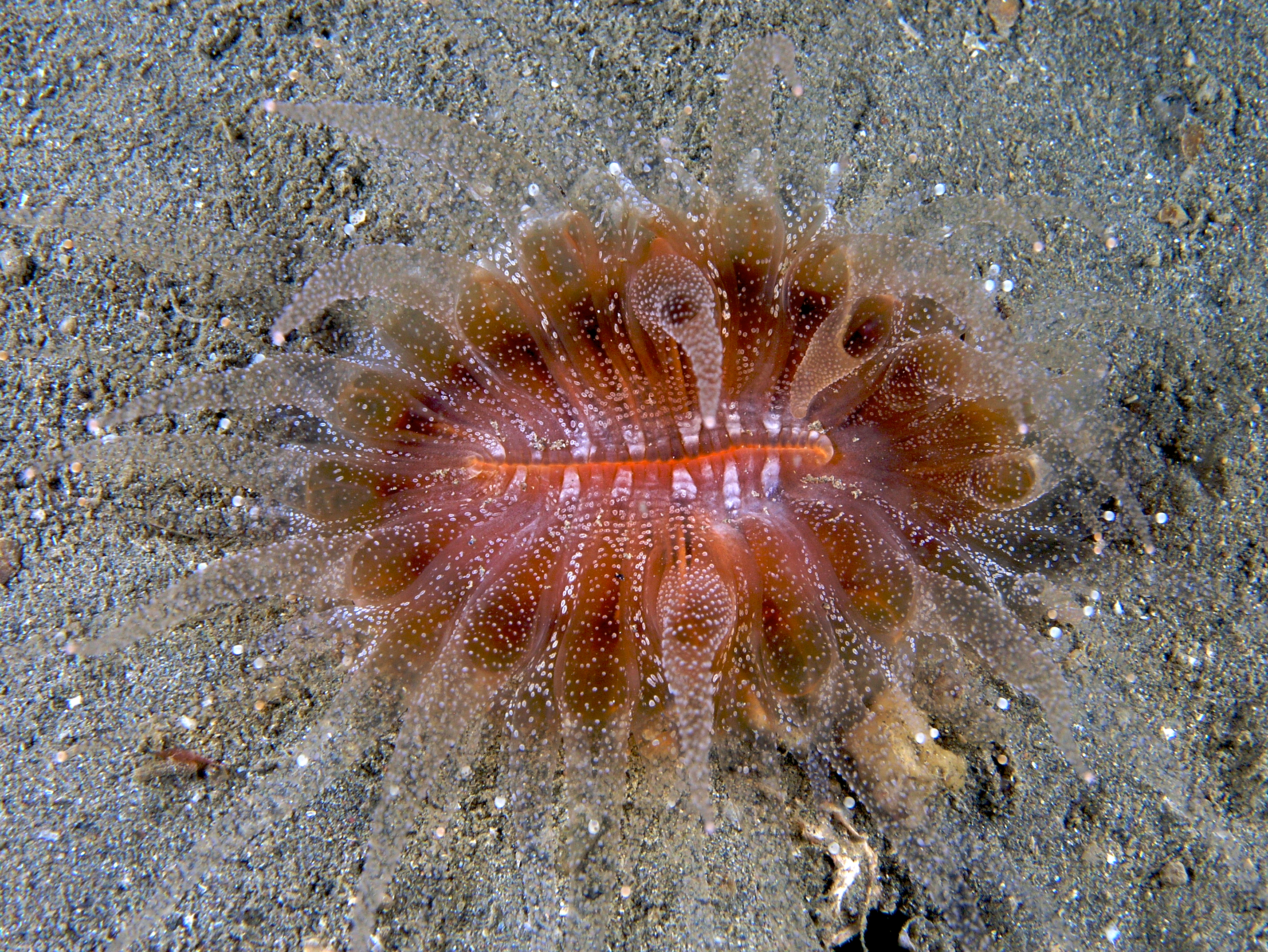
Pólipo solitario del coral Flabellum con sus tentáculos extendidos alrededor de la boca
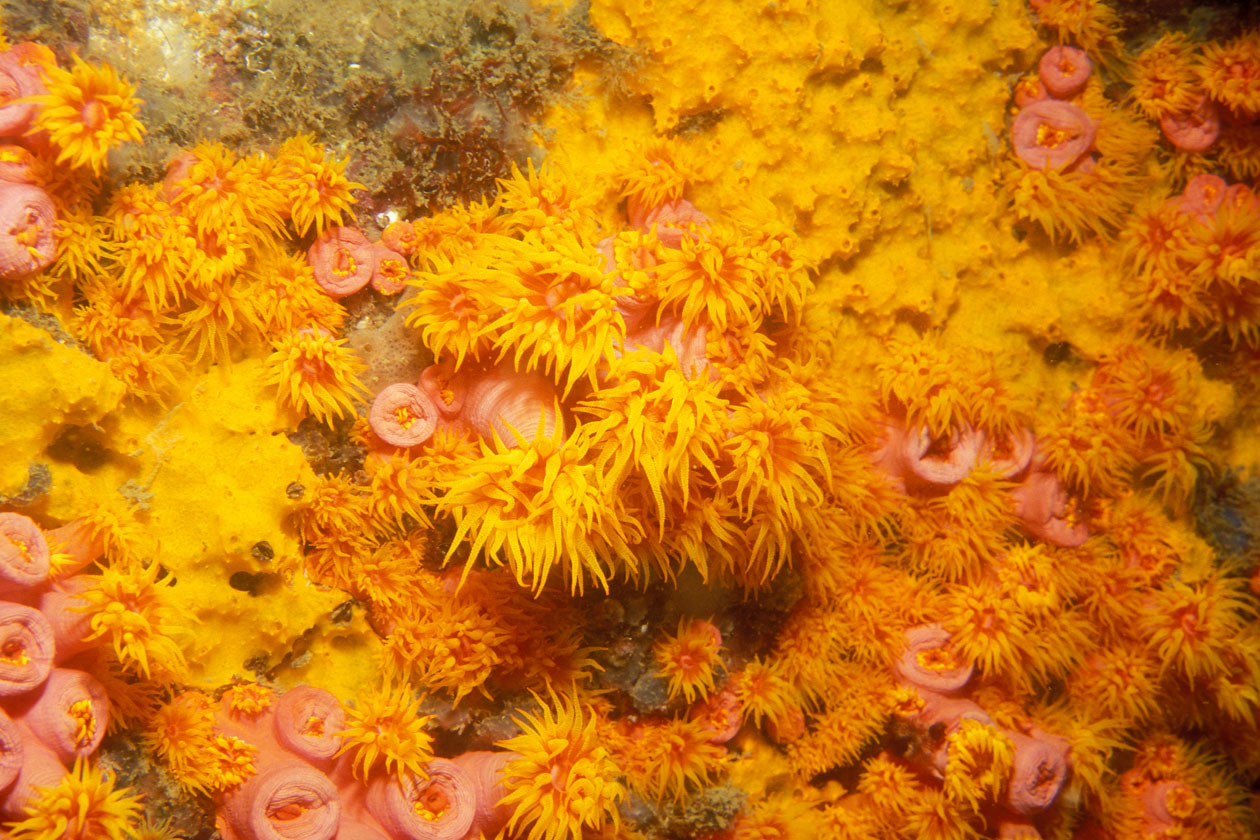
Pólipos del coral duro colonial Tubastraea
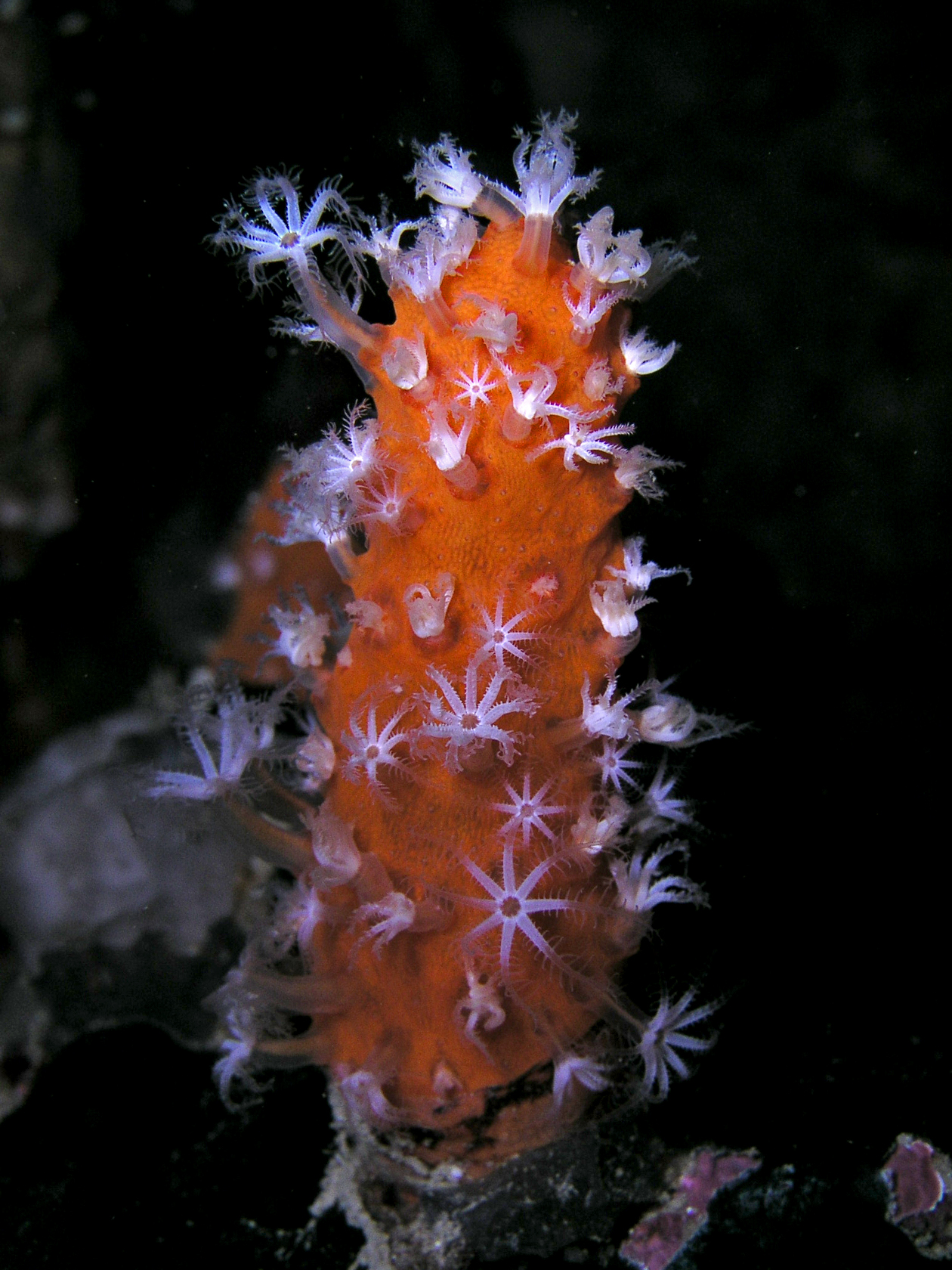
Pólipos del coral blando colonial Minabea

En el interior del pólipo, se halla la cavidad gastrovascular, que está rodeada por la gastrodermis. Sus funciones son la digestión de las presas y la producción de células reproductoras. La capa externa de tejido del pólipo se denomina ectodermis, y su función es protectora. Entre la ectodermis y la gastrodermis se encuentra la mesoglea que, dependiendo de las especies, contiene otros tipos de células más o menos desarrolladas. La cavidad gastrovascular está dividida por septos, cuyo número está relacionado con el número de tentáculos, ya sean ocho, si pertenece a la subclase Octocorallia, o seis, o múltiplos de seis, si pertenece a la subclase Hexacorallia.
La fase polípoide de los cnidarios es en la que la larva plánula se adhiere y adopta forma de copa. El pólipo se queda fijo hasta que las condiciones climáticas y el alimento son suficientes. Entonces, dependiendo de la clase a la que pertenezca, suelta las éfiras y estas se convierten en medusa, o desarrolla el antozoo del que se trate.
En el caso de los corales duros, del orden Scleractinia, una vez desarrollado el pólipo, comienzan a secretar una placa de aragonito, llamada placa basal, desde su disco pedal, construyendo a partir de aquí el exoesqueleto individual o coralito. Posteriormente, en el caso de las especies coloniales, el pólipo se reproduce por gemación, y, la unión de los coralitos conforma el corallum, o esqueleto de la colonia coralina. El conjunto de los corallum va formando el arrecife de coral.